# ییرژی بوبلا
ییرژی بوبلا (چکی: Jiří Bubla؛ زادهٔ ۲۷ ژانویهٔ ۱۹۵۰) بازیکن هاکی روی یخ اهل چکسلواکی بود.
از باشگاه‌هایی که در آن بازی کرده‌است می‌توان به ونکوور کناکز اشاره کرد.